# Oziernoj (półwysep)
Oziernoj (ros. Озерной) – półwysep wyróżniany w ramach Półwyspu Kamczackiego, położony nad Zatoką Karagińską, którą częściowo oddziela od zatoki Oziernoj. W północnej części półwyspu położona jest Zatoka Ukińska.